# Псыншоко
Псыншоко́ (кабард.-черк. Псыншокъуэ — «безводная долина») — село в Прохладненском районе Кабардино-Балкарской Республики.
Образует муниципальное образование «сельское поселение Псыншоко», как единственный населённый пункт в его составе.

## География
Селение расположено в западной части Прохладненского района, на левом берегу реки Мокрая Псарыша. Находится в 32 км к западу от районного центра Прохладный и в 50 км к северо-востоку от города Нальчик.
Площадь территории сельского поселения составляет — 9,98 км2. Из них 8,55 км2 (85,7 %) занято сельскохозяйственными угодьями.
Граничит с землями населённых пунктов: Карагач на северо-востоке, Советское на востоке, Баксанёнок на юго-западе и Кременчуг-Константиновское на северо-западе.
Населённый пункт расположен на наклонной Кабардинской равнине, в равнинной зоне республики. Средние высоты на территории села составляют около 305 метров над уровнем моря. Рельеф местности представляет собой в основном волнистые предгорные равнины, с общим уклоном с юго-запада на северо-восток. В окрестностях населённого пункта расположены курганные и бугристые возвышенности. 
Гидрографическая сеть представлена в основном двумя речками. Вдоль южной окраины села протекает река Мокрая Псарыша, а к северу от села родниковая речка — Чёрная. Также в окрестностях села тянется сеть мелиоративных каналов.
Климат влажный умеренный. Среднегодовая температура воздуха положительная и составляет около +11,0°С. Средняя температура воздуха в июле достигает +24,0°С. Средняя температура января составляет около -2,0°С. Среднегодовое количество осадков составляет около 750 мм. Основное количество осадков выпадает в период с апреля по июнь. Снежный покров в основном лежит в период с середины декабря до начала марта. Однако зимой часты оттепели. В период вегетации полевых культур здесь наблюдается высокая температура и низкая относительная влажность воздуха.

## История
Документально, история села началась 30 мая 1925 года, когда в областное земельное Управление Кабардино-Балкарской Автономной области поступило заявление уполномоченных от 81 двора граждан селения Карагачево Прималкинского округа, от Хапаши Машуковича Хамукова и Шао Чаримовича Курдугова.
В 1926 году новопоселенцы переселились из села Карагачево и осели у речки Мокрая Псарыша.
Во время Великой Отечественной войны, новое село сильно пострадало во время оккупации, продолжавшейся около 3 месяцев. Освобождено в начале января 1943 года в ходе Северо-Кавказской военной операции.
В советское время в окрестностях села действовали колхозы «имени Чапаева» и «имени Крупской», которые впоследствии были преобразованы в овощесовхоз «Псыншоко», а в 1988 году преобразован в СХПК «Псыншоко». 
22 мая 1992 года Псыншокский сельсовет был реорганизован, а вместо него образована Псыншокская сельская администрация.
В 2005 году Псыншокская сельская администрация была преобразована в муниципальное образование — сельское поселение Псыншоко. 

## Население
| 2002 | 2010 | 2012 | 2013 | 2014 | 2015 | 2016 |
| ---- | ---- | ---- | ---- | ---- | ---- | ---- |
| 675  | ↘636 | ↗658 | ↗671 | ↗675 | ↗694 | ↗698 |
| 2017 | 2018 | 2019 | 2020 | 2021 | 2023 | 2024 |
| ↗706 | ↘703 | ↘693 | ↗700 | ↗789 | ↘787 | ↘781 |
| 2025 |      |      |      |      |      |      |
| ↗789 |      |      |      |      |      |      |

Плотность — 79.06 чел./км2.
Национальный состав
По данным Всероссийской переписи населения 2021 года:
| Народ                | Численность, чел. | Доля от всего населения, % | Доля от указавших нац-ть, % |
| -------------------- | ----------------- | -------------------------- | --------------------------- |
| кабардинцы (черкесы) | 782               | 99,11 %                    | 99,24 %                     |
| * кабардинцы         | 778               | 98,60 %                    | 98,73 %                     |
| * черкесы            | 4                 | 0,51 %                     | 0,51 %                      |
| другие               | 6                 | 0,76 %                     | 0,76 %                      |
| нет / не указано     | 1                 | 0,13 %                     | -                           |
| всего                | 789               | 100 %                      | 100 %                       |

Поло-возрастной состав
По данным Всероссийской переписи населения 2010 года:
| Возраст     | Мужчины, чел. | Женщины, чел. | Общая численность, чел. | Доля от всего населения, % |
| ----------- | ------------- | ------------- | ----------------------- | -------------------------- |
| 0 — 14 лет  | 65            | 62            | 127                     | 19,97 %                    |
| 15 — 59 лет | 217           | 220           | 437                     | 68,71 %                    |
| от 60 лет   | 31            | 41            | 72                      | 11,32 %                    |
| Всего       | 313           | 323           | 636                     | 100 %                      |

Мужчины — 313 чел. (49,21 %). Женщины — 323 чел. (50,79 %).
Средний возраст населения — 32,5 лет. Медианный возраст населения — 30,4 лет.
Средний возраст мужчин — 31,4 лет. Медианный возраст мужчин — 28,5 лет.
Средний возраст женщин — 33,6 лет. Медианный возраст женщин — 32,1 лет.

## Местное самоуправление
Администрация сельского поселения Псыншоко — село Псыншоко, ул. Центральная, 32.
Структуру органов местного самоуправления сельского поселения составляют:
- Исполнительно-распорядительный орган — Местная администрация сельского поселения Псыншоко. Состоит из 5 человек.
  - Глава администрации сельского поселения — Каров Адмир Хаутиевич (с 14 декабря 2016 года).
- Представительный орган — Совет местного самоуправления сельского поселения Псыншоко. Состоит из 9 депутатов, избираемых на 5 лет.
  - Председатель Совета местного самоуправления сельского поселения — Каров Адмир Хаутиевич.

## Образование
- Средняя общеобразовательная школа — ул. Центральная, 34.
- Дошкольное учреждение Детский сад — ул. Центральная, 1.

## Здравоохранение
- Участковая больница — ул. Центральная, 28.

## Культура
- Сельский Дом Культуры  — ул. Центральная, 34 «а».

Общественно-политические организации: 
- Адыгэ Хасэ
- Совет Старейшин

## Ислам
- Сельская мечеть — ул. Центральная, 30.

## Экономика
Основу экономического потенциала составляет сельское хозяйство. В нём наибольшее развитие получили возделывания зерновых культур и овощей.

## Улицы
На территории села зарегистрировано 12 улиц:

| Дренажная |
| Западная  |
| Калмыкова |
| Крупской  |

| Молодёжная |
| Надречная  |
| Ногмова    |
| Отарова    |

| Пролетарская |
| Северная     |
| Центральная  |
| Эльбрусская  |